# Yahya Nadrani
Yahya Nadrani (Saint-Étienne, 14 gennaio 1997) è un calciatore francese naturalizzato marocchino, difensore del Lusail.

## Carriera
Prodotto delle giovanili del Saint-Étienne, gioca per due stagioni e mezzo con la seconda squadra, prima di rimanere svincolato. All'inizio del 2019, firma un contratto con il Seraing, rendendosi uno dei protagonisti dell'ascesa dalla terza divisione alla massima serie belga.

## Statistiche

### Presenze e reti nei club
Statistiche aggiornate al 4 febbraio 2022.
| Stagione               | Squadra                | Campionato             | Campionato | Campionato | Coppe nazionali | Coppe nazionali | Coppe nazionali | Coppe continentali | Coppe continentali | Coppe continentali | Altre coppe | Altre coppe | Altre coppe | Totale | Totale |
| Stagione               | Squadra                | Comp                   | Pres       | Reti       | Comp            | Pres            | Reti            | Comp               | Pres               | Reti               | Comp        | Pres        | Reti        | Pres   | Reti   |
| ---------------------- | ---------------------- | ---------------------- | ---------- | ---------- | --------------- | --------------- | --------------- | ------------------ | ------------------ | ------------------ | ----------- | ----------- | ----------- | ------ | ------ |
| apr.-mag. 2015         | Saint-Étienne 2        | CFA                    | 5          | 0          |                 | -               | -               |                    | -                  | -                  |             | -           | -           | 5      | 0      |
| 2015-2016              | Saint-Étienne 2        | CFA2                   | 6          | 0          |                 | -               | -               |                    | -                  | -                  |             | -           | -           | 6      | 0      |
| 2016-2017              | Saint-Étienne 2        | CFA2                   | 15         | 0          |                 | -               | -               |                    | -                  | -                  |             | -           | -           | 15     | 0      |
| Totale Saint-Étienne 2 | Totale Saint-Étienne 2 | Totale Saint-Étienne 2 | 26         | 0          |                 | -               | -               |                    | -                  | -                  |             | -           | -           | 26     | 0      |
| gen.-giu. 2019         | Seraing                | D3                     | 12         | 0          |                 | -               | -               |                    | -                  | -                  |             | -           | -           | 24     | 1      |
| 2019-2020              | Seraing                | D3                     | 1          | 0          | CB              | 0               | 0               |                    | -                  | -                  |             | -           | -           | 1      | 0      |
| 2020-2021              | Seraing                | D2                     | 19         | 0          | CB              | 1               | 0               |                    | -                  | -                  |             | -           | -           | 20     | 0      |
| 2021-2022              | Seraing                | D1                     | 25         | 1          | CB              | 1               | 0               |                    | -                  | -                  |             | -           | -           | 26     | 1      |
| Totale Seraing         | Totale Seraing         | Totale Seraing         | 57         | 1          |                 | 2               | 0               |                    | -                  | -                  |             | -           | -           | 59     | 1      |
| Totale carriera        | Totale carriera        | Totale carriera        | 83         | 1          |                 | 2               | 0               |                    | -                  | -                  |             | -           | -           | 85     | 1      |